# Зимницкий, Семён Семёнович
Семён Семёнович Зимни́цкий (1873—1927) — русский терапевт, представитель функционального направления в клинической медицине, предложивший пробу мочи, названную в последующем пробой Зимницкого.

## Биография
С. С. Зимницкий родился 12 (24) декабря 1873 года в Хославичах (ныне пгт Хиславичи, Смоленская область). Белорус. В 1898 году окончил Императорскую Военно-медицинскую академию, Санкт-Петербург.
В 1899 году был командирован для борьбы с чумой в Поволжье.
В 1901 году защитил докторскую диссертацию под руководством И. П. Павлова и С. С. Боткина.
В 1902—1903 годах совершенствовался за границей по терапии, физиологической химии, патологической анатомии, бактериологии и иммунобиологии; работал в лаборатории И. И. Мечникова.
В 1904 году был командирован на фронт, в г. Никольске (ныне — Уссурийск) заведовал центральной бактериологической лабораторией и терапевтическим отделением госпиталя.
С 1906 года — заведующий кафедрой частной патологии и терапии медицинского факультета Казанского университета и одновременно (с 1924 года) — кафедрой инфекционных болезней Казанского института усовершенствования врачей.
С. С. Зимницкий умер 27 декабря 1927 года. Похоронен в Казани на Арском кладбище.

## Вклад в науку
Развивая физиологическое направление И. П. Павлова, выполнил ряд выдающихся работ по функциональному клиническому исследованию желудка и почек, распознаванию и лечению внутренних заболеваний.
Для изучения деятельности желудка предложил метод двойного бульонного завтрака и установил типы нарушения желудочной секреции, характерные для различных общих заболеваний, протекающих с желтухой, отёками и т. п. Показал, что эти типы могут переходить один в другой под влиянием определённых лекарств. Предложил метод лечения язвенной болезни желудка инсулином, исходя из представления об этой болезни как общем обменно-трофическом страдании, а не как о местном заболевании желудка.
Предложил оригинальную функциональную диагностическую пробу почек (проба Зимницкого), используемую до сих пор. В клинической классификации почечных заболеваний исходил из оценки функции, противопоставляя свои взгляды анатомической классификации зарубежных исследователей.
В 1904 году, во время русско-японской войны, изучил клинику и открыл возбудителя особой болезни — маньчжурского тифа.
В том же году обобщил свои наблюдения по диагностике и лечению ранений груди — эта работа считается первым солидным трудом по зарождавшейся военно-полевой терапии.
Основал кафедру пропедевтики в Казани.